# Автошлях N14 (ПАР)
N14 — південно-африканський автомобільний шлях, що пролягає від міста Спрінгбок до міста Преторія. Автошлях проходить через Апінгтон, Куруман, Фрейбург, Крюгерсдорп та Сентуріон.